# FxCop
FXCop es una herramienta de análisis de código para .NET desarrollada por GotDotNet. Lee ensamblados (dll o exe) directamente para hacer el análisis.
En la actualidad está migrándose a la MSDN y se está integrando con la versión 2008 del Microsoft Visual Studio .Net (ORCAS), pero se puede usar desde cualquier versión de Visual Studio.